# Presión ambiental
La presión ambiental en un objeto es la presión del medio circundante, como un gas o líquido, en contacto con el objeto.

## Atmósfera
Dentro de la atmósfera, la presión ambiental disminuye a medida que aumenta la altura. Al medir la presión atmosférica ambiental, un piloto puede determinar la altitud (ver pitot-sistema estático). Cerca del nivel de mar, se considera que un cambio de presión ambiental de 1 milibar representa un cambio de altura de 9 metros (30 pies).

## Submarino
La presión ambiental en el agua con una superficie libre es una combinación de la presión hidrostática debido al peso de la columna de agua y la presión atmosférica en la superficie libre. Esto aumenta aproximadamente de manera lineal con la profundidad.Como el agua es mucho más densa que el aire, se pueden experimentar cambios mucho mayores en la presión ambiental bajo el agua. Cada 10 metros (33 pies) de profundidad añade otra bar a la presión ambiental.
El buceo a presión ambiental es el buceo submarino  expuesto a la presión del agua en la profundidad, en lugar de un traje de buceo atmosférico que excluya la presión o un sumergible.

## Otros entornos
El concepto no se limita a entornos frecuentados por personas. Casi cualquier lugar en el universo tendrá una presión ambiental, desde el duro vacío del espacio profundo hasta el interior de una supernova en explosión. A escalas extremadamente pequeñas, el concepto de presión se vuelve irrelevante y no está definido en una singularidad gravitacional.

## Unidades de presión
La unidad de presión del SI es el pascal (Pa), que es una unidad muy pequeña en relación con la presión atmosférica en la Tierra, por lo que los kilopascales (kPa) se usan más comúnmente en este contexto. La presión atmosférica ambiental al nivel del mar no es constante: varía con el clima, pero promedia alrededor de 100 kPa. En campos como la meteorología y el buceo submarino, es común ver la presión ambiental expresada en bares o milibares. Un bar es 100 kPa o aproximadamente la presión ambiental al nivel del mar. En otras circunstancias, la presión ambiental puede medirse en libras por pulgada cuadrada (psi) o en atmósferas estándar (atm). La presión ambiental al nivel del mar es de aproximadamente una atmósfera, que es igual a 1.01325 bares (14.6959 psi), que es lo suficientemente cerca como para que las bares y la atm se use indistintamente en muchas aplicaciones. En el buceo subacuático, la convención de la industria es medir la presión ambiental en términos de columna de agua.  La unidad métrica es el medidor de agua de mar que se define como 1/10 bares.

### Ejemplos de presión ambiental en varios entornos
Las presiones se dan en términos de la presión ambiental normal experimentada por los humanos: presión atmosférica estándar al nivel del mar en la tierra. 
| Entorno | Presión ambiental típica en atmósferas estándar |
| --- | ----------------------------------------------- |
| Vacío duro del espacio exterior                                                                            | 0 atm                                           |
| Superficie de Marte, media                                                                                 | 0.006 atm                                       |
| Cima del Monte Everest                                                                                     | 0.333 atm                                       |
| Altitud de cabina de aeronave de pasajeros presurizada 8,000 ft (2,400 m)                                  | 0.76 atm                                        |
| Nivel de mar presión atmosférica                                                                           | 1 atm                                           |
| 10m profundidad en agua de mar                                                                             | 2 atm                                           |
| 20m profundidad en agua de mar                                                                             | 3 atm                                           |
| Límite de profundidad de buceo recreativo (40m)                                                            | 5 atm                                           |
| Límite técnico común de profundidad de buceo (100 m)                                                       | 11 atm                                          |
| Presión ambiental experimental de inmersión máxima (presión ambiental máxima que un humano ha sobrevivido) | 54 atm                                          |
| Superficie de Venus                                                                                        | 92 atm                                          |
| 1 km de profundidad en agua de mar                                                                         | 101 atm                                         |
| Punto más profundo en los océanos de la Tierra                                                             | 1100 atm                                        |
| Centro de la Tierra                                                                                        | 3.3 a 3.6 millones atm                          |
| Centro de Júpiter                                                                                          | 30 a 45 millones atm                            |
| Centro del sol                                                                                             | 244 mil millones atm                            |